# Rừng rụng lá ôn đới

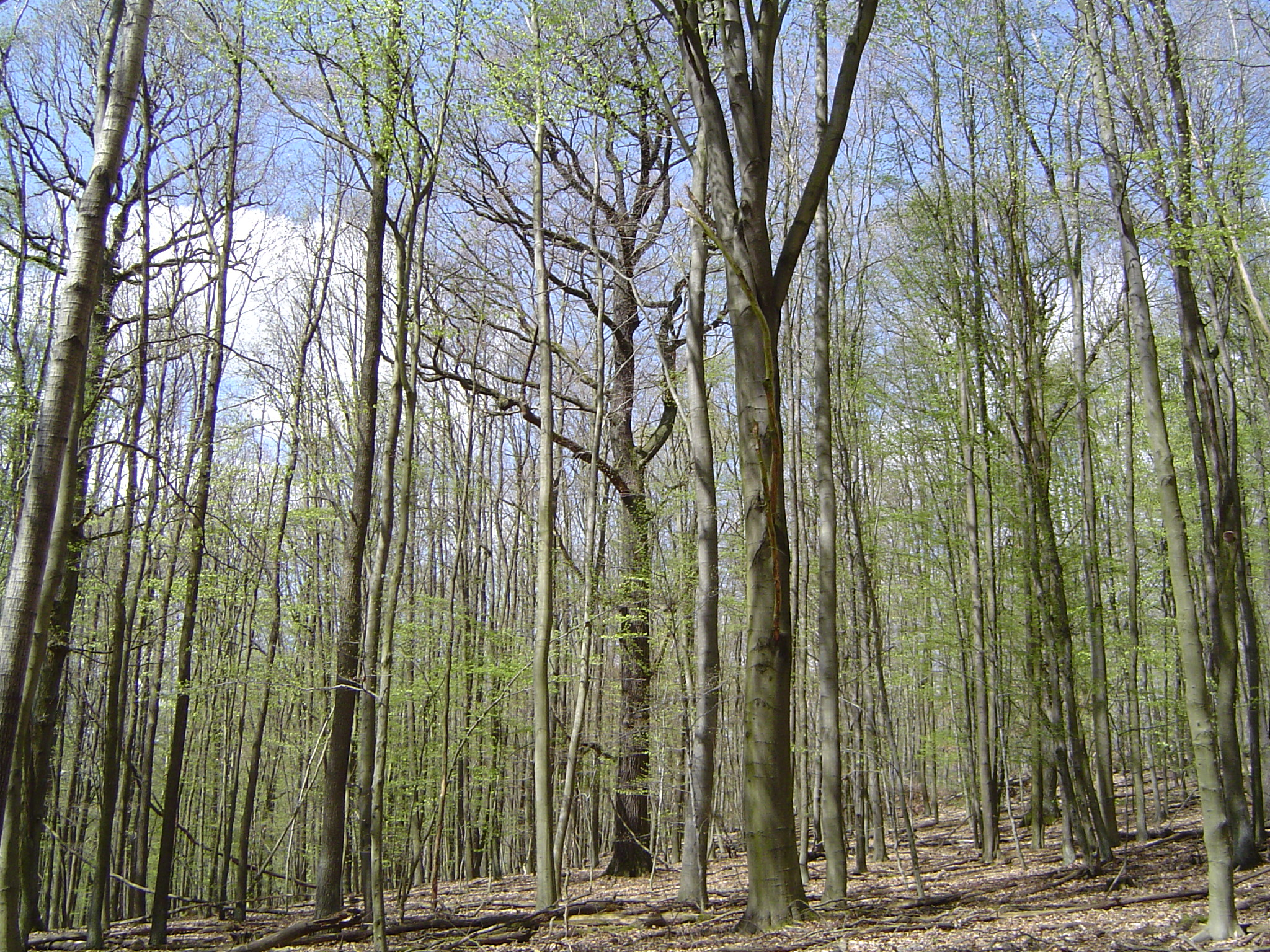
Rừng rụng lá ôn đới ở Đức giống như tán lá đang mở

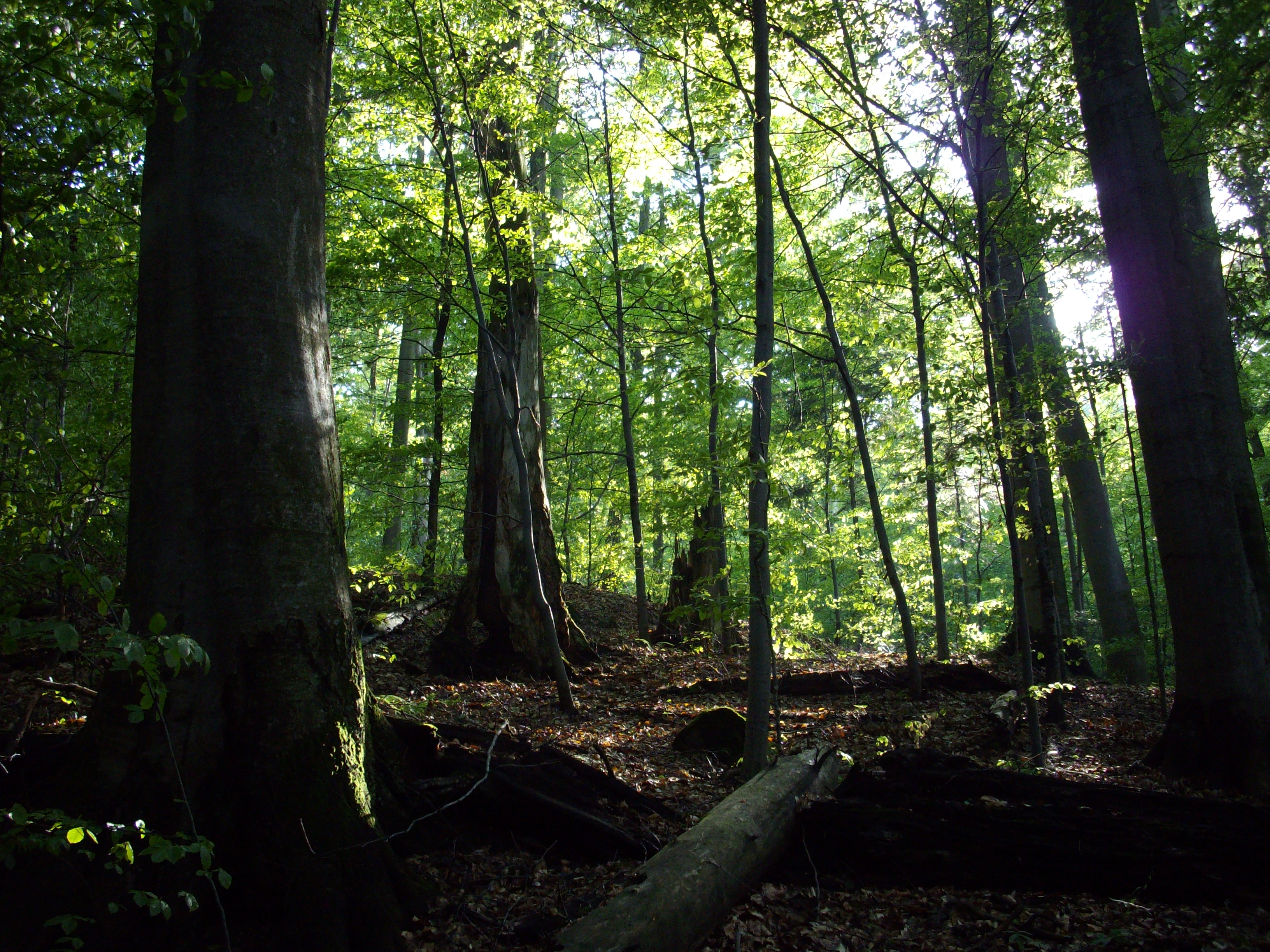
Một khu rứng sồi tại Slovakia

Rừng lá rộng ôn đới hoặc rừng rụng lá ôn đới là một loạt các khu rừng ôn đới bị chi phối bởi những cây bị rụng lá mỗi năm. Chúng được tìm thấy ở những khu vực có mùa hè ẩm ướt và mùa đông mát mẻ. Sáu khu vực chính của loại rừng này xảy ra ở Bắc bán cầu: Bắc Mỹ, Đông Á, Trung và Tây Âu (trừ Brittany, Cornwall, Wales, Ireland và tây Scotland), Đan Mạch, miền nam Thụy Điển và miền nam Na Uy. Các khu vực nhỏ hơn xảy ra ở Australasia và miền Nam của Nam Mỹ. Ví dụ về các loại cây điển hình trong các khu rừng rụng lá ở Bắc bán cầu bao gồm sồi, phong, cử và cây du, trong khi ở Nam bán cầu, các cây thuộc chi Nothofagus thống trị loại rừng này. Sự đa dạng của các loài cây cao hơn ở những vùng có mùa đông ôn hòa hơn, và ở những vùng núi cung cấp một loạt các loại đất và vi khí hậu. Khu rừng rụng lá ôn đới nguyên vẹn lớn nhất thế giới được bảo vệ bên trong Công viên Adirondack rộng sáu triệu mẫu Anh ở Upstate New York, Hoa Kỳ.

## Ảnh hưởng của con người
Con người thường xâm chiếm các khu vực trong rừng rụng lá ôn đới. Họ đã khai thác gỗ để lấy gỗ và than. Trong quá trình định cư Bắc Mỹ, kali được làm từ tro cây được xuất khẩu trở lại châu Âu dưới dạng phân bón. Điều này còn lại ít hơn một phần tư rừng nguyên thủy. Nhiều khu rừng bây giờ là những mảnh nhỏ bị chia cắt bởi các cánh đồng và đường sá; những hòn đảo màu xanh lá cây này thường khác biệt đáng kể với các khu rừng nguyên thủy, đặc biệt dọc theo các bìa rừng. Việc giới thiệu các bệnh ngoại lai tiếp tục là mối đe dọa đối với cây rừng và do đó, rừng; ví dụ bao gồm sự mất đi cây hạt dẻ và cây du. Đồng thời, các loài như hươu đã mở rộng phạm vi và sinh sôi nảy nở trong những cảnh quan thay đổi này. Quần thể hươu lớn có tác động sâu rộng đến sự tái sinh của cây nói chung, nhưng đặc biệt đối với các loài ăn được bao gồm thủy tùng, bạch dương vàng và độc cần. Chăn thả hươu cũng có tác động tiêu cực đáng kể đến số lượng và loại cây có hoa thân thảo. Áp lực tiếp tục gia tăng đến số lượng hươu, và việc giết chóc tiếp tục của động vật ăn thịt đầu chuỗi thức ăn, cho thấy chăn thả quá mức bởi hươu sẽ tiếp tục là một vấn đề bảo tồn rừng đáng kể. Tiêu chí khách quan cho việc phục hồi rừng rụng lá bao gồm cây lớn, mảnh vụn gỗ thô, phù du mùa xuân và động vật ăn thịt đầu chuỗi thức ăn.

## Bộ sưu tập

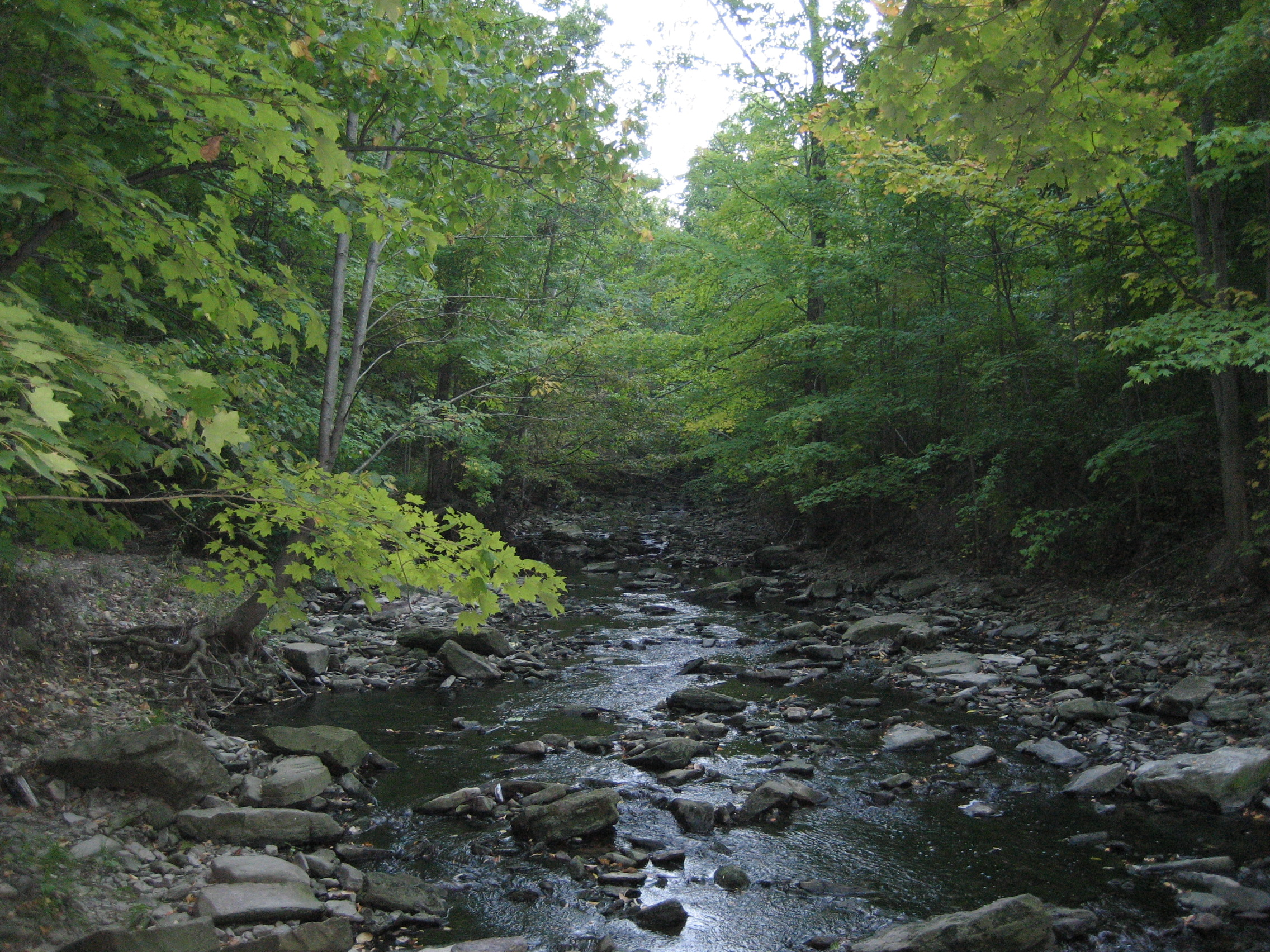
Rừng duy trì dòng nước trong suối.
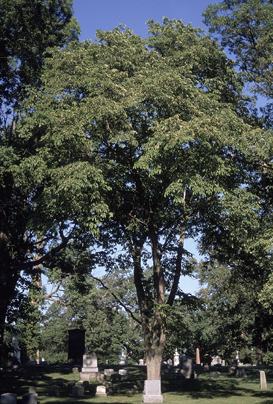
Cây du trưởng thành
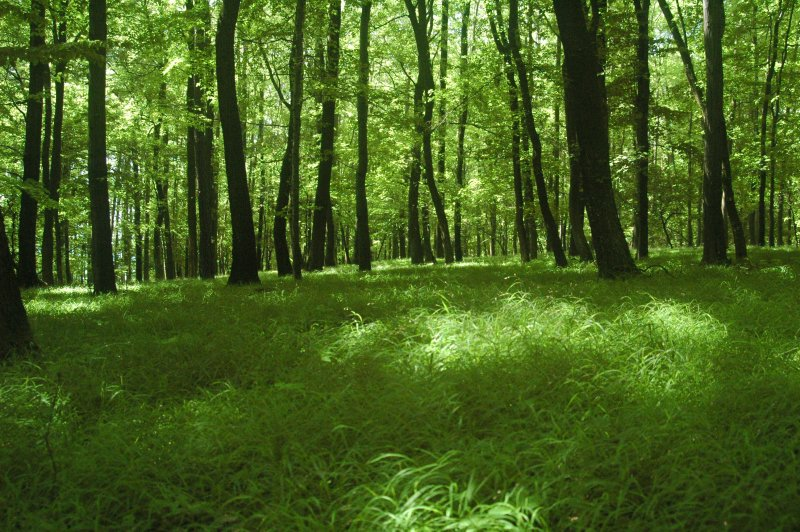
Rừng rụng lá non
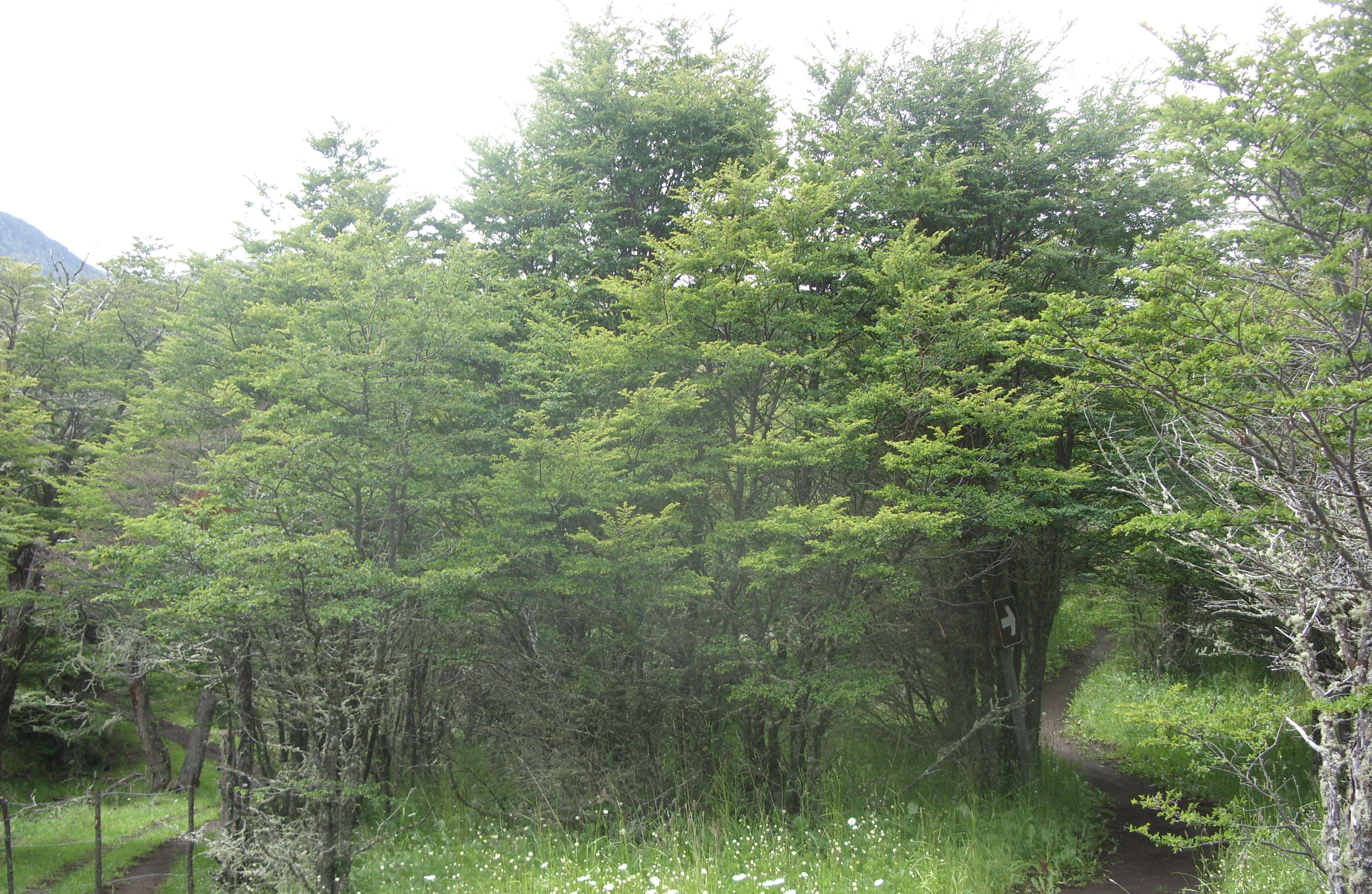
Nothofagus antarctica vào mùa hè